# O Último Passageiro
O Último Passageiro foi um game show brasileiro exibido pela RedeTV!. O programa começou a ser transmitido dia 29 de agosto de 2010 e tendo seu fim no dia 4 de agosto de 2013 e foi apresentado por Mario Frias. O show é transmitido em SD, HD e em 3D. Três escolas inscritas disputavam uma viagem de formatura para o Club Med em Itaparica com tudo pago pela patrocinadora para 18 passageiros. Eram realizadas provas, onde quem vencia ia embarcando no ônibus. O número de passageiros a subir dependia da prova.
A última prova disputada no palco pelos alunos era a Esteira, onde eram feitas perguntas a um passageiro e, em caso de acerto, o mesmo embarcava no Ônibus. A equipe que chegasse primeiro no último passageiro da esteira tinha a chance de escolher uma chave entre duas para ligar o ônibus. Se o ônibus ligasse, a equipe ganhava a viagem. As outras equipes ainda tinham chance de ganhar o programa: O número de chaves para cada equipe correspondia ao número de passageiros que não tinha embarcado mais o líder da equipe.
Depois do fim do programa, Mário Frias deixou a emissora, e, alguns anos depois, em 2019, é contratado novamente pela RedeTV! para apresentar um game show bem semelhante: A Melhor Viagem, que ficou pouco tempo no ar.

## Programas relacionados
- Passa ou Repassa
- Corrida Maluca
- Ponto a Ponto
- Domingo Show
- Curtindo uma Viagem
- A Melhor Viagem